# Perata
Perata é um gênero de traça pertencente à família Arctiidae.